# Краснохвостый тритон
Краснохвостый тритон (лат. Tylototriton kweichowensis) — вид амфибий из рода крокодиловых тритонов (лат. Tylototriton) отряда хвостатых земноводных.

## Описание
Достаточно крупная амфибия — общая длина от 15 до 21 см. Голова имеет овальную форму с чётко выраженными боковыми костными гребнями. Морда закруглена. На туловище выдаются центральный спинной и дорсолатеральные гребни. Пальцы ног лишены перепонок. Хвост сжат с боков, короче чем туловище.
Половой диморфизм выражен слабо. Клоака у самцов более длинная, чем у самок, у которых она имеет округлую форму.
Наиболее замечательная у представителей данного вида окраска — тогда как базовый цвет чёрный, гребни и хвост ярко-оранжевые. Оранжевые пятна так же имеются на голове, этот же цвет имеют пальцы.

## Ареал
Данный вид встречается на западе провинции Гуйчжоу и на северо-востоке провинции Юньнань.

## Образ жизни
Животные обитают в водоёмах (небольшие пруды, медленно текущие протоки), находящихся в горных районах на высоте от 1800 до 2300 метров над уровнем моря. Часто встречаются на участках, прилегающих к этим водоёмам.